# Bowling Green, Virginia
Bowling Green är en kommun (town) i den amerikanska delstaten Virginia med en yta av 4,2 km² och en folkmängd som uppgår till 1 111 invånare (2010). Bowling Green är administrativ huvudort (county seat) i Caroline County. Bowling Green kallas "den amerikanska hästkapplöpningens vagga", cradle of American horse racing, och USA:s näst äldsta frimurarloge grundades där.

## Kända personer från Bowling Green
- Reuben Chapman, politiker, guvernör i Alabama 1847-1849